# Ida Dalser
Ida Dalser (ur. 1880, zm. 1937) – Włoszka, jedna z kochanek Mussoliniego.

## Życiorys
Ida Dalser pochodziła z biednej rodziny z okolic Trydentu. Studiowała w Paryżu, następnie założyła Instytut Piękności w Mediolanie. W tym okresie (1913) poznała Benita Mussoliniego, z którym, jak twierdziła, zawarła w 1914 ślub kościelny. Dalser do końca życia twierdziła, że jest żoną Mussoliniego, jednak nie istnieją żadne dokumenty, które potwierdzałyby zawarcie takiego małżeństwa. Z tego związku urodził się syn, Benito Albino Dalser.
Ze względu na dużą niezależność i gwałtowny charakter, Mussolini szybko zaczął starać się o odsunięcie kochanki i jej dziecka od swojego życia. Dalser z dzieckiem została przymusowo wysłana do prowincji Trydent, a ich synowi, mimo że został prawnie uznany przez ojca, zakazano noszenia nazwiska Mussolini. Dalser nie zaprzestała jednak prób powrotu do życia dyktatora i potwierdzenia małżeństwa, co sprawiło, że Mussolini w 1922 nakazał umieścić ją w zamkniętym zakładzie psychiatrycznym, gdzie umarła w 1937.

## Drzewo genealogiczne
|                            |                            |                            |                            |                              |                              |                              |                              |                              |                              |                            |                            |                               |                               | Alessandro Mussolini (1854–1910) | Alessandro Mussolini (1854–1910) | Alessandro Mussolini (1854–1910) | Alessandro Mussolini (1854–1910) | Alessandro Mussolini (1854–1910) | Alessandro Mussolini (1854–1910) |                               |                               | Rosa Maltoni (1858–1905)      | Rosa Maltoni (1858–1905)      | Rosa Maltoni (1858–1905)             | Rosa Maltoni (1858–1905)             | Rosa Maltoni (1858–1905)             | Rosa Maltoni (1858–1905)             |                                      |                                      |                              |                              |                                  |                                  |                                  |                                  |                                  |                                  |                   |                   |                              |                              |                              |                              |                              |                              |                      |                      |                      |                      |                              |                              |                              |                              |                              |                              |                      |                      |                      |                      |                      |                      |                     |                     |                         |                         |                         |                         |                         |                         |                        |                        |                                  |                                  |                                  |                                  |                                  |                                  |                           |                           |
|                            |                            |                            |                            |                              |                              |                              |                              |                              |                              |                            |                            |                               |                               | Alessandro Mussolini (1854–1910) | Alessandro Mussolini (1854–1910) | Alessandro Mussolini (1854–1910) | Alessandro Mussolini (1854–1910) | Alessandro Mussolini (1854–1910) | Alessandro Mussolini (1854–1910) |                               |                               | Rosa Maltoni (1858–1905)      | Rosa Maltoni (1858–1905)      | Rosa Maltoni (1858–1905)             | Rosa Maltoni (1858–1905)             | Rosa Maltoni (1858–1905)             | Rosa Maltoni (1858–1905)             |                                      |                                      |                              |                              |                                  |                                  |                                  |                                  |                                  |                                  |                   |                   |                              |                              |                              |                              |                              |                              |                      |                      |                      |                      |                              |                              |                              |                              |                              |                              |                      |                      |                      |                      |                      |                      |                     |                     |                         |                         |                         |                         |                         |                         |                        |                        |                                  |                                  |                                  |                                  |                                  |                                  |                           |                           |
|                            |                            |                            |                            |                              |                              |                              |                              |                              |                              |                            |                            |                               |                               |                                  |                                  |                                  |                                  |                                  |                                  |                               |                               |                               |                               |                                      |                                      |                                      |                                      |                                      |                                      |                              |                              |                                  |                                  |                                  |                                  |                                  |                                  |                   |                   |                              |                              |                              |                              |                              |                              |                      |                      |                      |                      |                              |                              |                              |                              |                              |                              |                      |                      |                      |                      |                      |                      |                     |                     |                         |                         |                         |                         |                         |                         |                        |                        |                                  |                                  |                                  |                                  |                                  |                                  |                           |                           |
|                            |                            |                            |                            |                              |                              |                              |                              |                              |                              |                            |                            |                               |                               |                                  |                                  |                                  |                                  |                                  |                                  |                               |                               |                               |                               |                                      |                                      |                                      |                                      |                                      |                                      |                              |                              |                                  |                                  |                                  |                                  |                                  |                                  |                   |                   |                              |                              |                              |                              |                              |                              |                      |                      |                      |                      |                              |                              |                              |                              |                              |                              |                      |                      |                      |                      |                      |                      |                     |                     |                         |                         |                         |                         |                         |                         |                        |                        |                                  |                                  |                                  |                                  |                                  |                                  |                           |                           |
|                            |                            |                            |                            | Edvige Mussolini (1888–1952) | Edvige Mussolini (1888–1952) | Edvige Mussolini (1888–1952) | Edvige Mussolini (1888–1952) | Edvige Mussolini (1888–1952) | Edvige Mussolini (1888–1952) |                            |                            | Arnaldo Mussolini (1885–1931) | Arnaldo Mussolini (1885–1931) | Arnaldo Mussolini (1885–1931)    | Arnaldo Mussolini (1885–1931)    | Arnaldo Mussolini (1885–1931)    | Arnaldo Mussolini (1885–1931)    |                                  |                                  | Rachele Mussolini (1890–1979) | Rachele Mussolini (1890–1979) | Rachele Mussolini (1890–1979) | Rachele Mussolini (1890–1979) | Rachele Mussolini (1890–1979)        | Rachele Mussolini (1890–1979)        |                                      |                                      | Benito_Mussolini (1883–1945)         | Benito_Mussolini (1883–1945)         | Benito_Mussolini (1883–1945) | Benito_Mussolini (1883–1945) | Benito_Mussolini (1883–1945)     | Benito_Mussolini (1883–1945)     |                                  |                                  |                                  |                                  |                   |                   |                              |                              |                              |                              |                              |                              |                      |                      |                      |                      |                              |                              |                              |                              |                              |                              |                      |                      |                      |                      |                      |                      |                     |                     |                         |                         | Ida Dalser (1880–1937)  | Ida Dalser (1880–1937)  | Ida Dalser (1880–1937)  | Ida Dalser (1880–1937)  | Ida Dalser (1880–1937) | Ida Dalser (1880–1937) |                                  |                                  | Clara Petacci (1912–1945)        | Clara Petacci (1912–1945)        | Clara Petacci (1912–1945)        | Clara Petacci (1912–1945)        | Clara Petacci (1912–1945) | Clara Petacci (1912–1945) |
|                            |                            |                            |                            | Edvige Mussolini (1888–1952) | Edvige Mussolini (1888–1952) | Edvige Mussolini (1888–1952) | Edvige Mussolini (1888–1952) | Edvige Mussolini (1888–1952) | Edvige Mussolini (1888–1952) |                            |                            | Arnaldo Mussolini (1885–1931) | Arnaldo Mussolini (1885–1931) | Arnaldo Mussolini (1885–1931)    | Arnaldo Mussolini (1885–1931)    | Arnaldo Mussolini (1885–1931)    | Arnaldo Mussolini (1885–1931)    |                                  |                                  | Rachele Mussolini (1890–1979) | Rachele Mussolini (1890–1979) | Rachele Mussolini (1890–1979) | Rachele Mussolini (1890–1979) | Rachele Mussolini (1890–1979)        | Rachele Mussolini (1890–1979)        |                                      |                                      | Benito_Mussolini (1883–1945)         | Benito_Mussolini (1883–1945)         | Benito_Mussolini (1883–1945) | Benito_Mussolini (1883–1945) | Benito_Mussolini (1883–1945)     | Benito_Mussolini (1883–1945)     |                                  |                                  |                                  |                                  |                   |                   |                              |                              |                              |                              |                              |                              |                      |                      |                      |                      |                              |                              |                              |                              |                              |                              |                      |                      |                      |                      |                      |                      |                     |                     |                         |                         | Ida Dalser (1880–1937)  | Ida Dalser (1880–1937)  | Ida Dalser (1880–1937)  | Ida Dalser (1880–1937)  | Ida Dalser (1880–1937) | Ida Dalser (1880–1937) |                                  |                                  | Clara Petacci (1912–1945)        | Clara Petacci (1912–1945)        | Clara Petacci (1912–1945)        | Clara Petacci (1912–1945)        | Clara Petacci (1912–1945) | Clara Petacci (1912–1945) |
|                            |                            |                            |                            |                              |                              |                              |                              |                              |                              |                            |                            |                               |                               |                                  |                                  |                                  |                                  |                                  |                                  |                               |                               |                               |                               |                                      |                                      |                                      |                                      |                                      |                                      |                              |                              |                                  |                                  |                                  |                                  |                                  |                                  |                   |                   |                              |                              |                              |                              |                              |                              |                      |                      |                      |                      |                              |                              |                              |                              |                              |                              |                      |                      |                      |                      |                      |                      |                     |                     |                         |                         |                         |                         |                         |                         |                        |                        |                                  |                                  |                                  |                                  |                                  |                                  |                           |                           |
|                            |                            |                            |                            |                              |                              |                              |                              |                              |                              |                            |                            |                               |                               |                                  |                                  |                                  |                                  |                                  |                                  |                               |                               |                               |                               |                                      |                                      |                                      |                                      |                                      |                                      |                              |                              |                                  |                                  |                                  |                                  |                                  |                                  |                   |                   |                              |                              |                              |                              |                              |                              |                      |                      |                      |                      |                              |                              |                              |                              |                              |                              |                      |                      |                      |                      |                      |                      |                     |                     |                         |                         |                         |                         |                         |                         |                        |                        |                                  |                                  |                                  |                                  |                                  |                                  |                           |                           |
| Galeazzo Ciano (1903–1944) | Galeazzo Ciano (1903–1944) | Galeazzo Ciano (1903–1944) | Galeazzo Ciano (1903–1944) | Galeazzo Ciano (1903–1944)   | Galeazzo Ciano (1903–1944)   |                              |                              | Edda Ciano (1910–1995)       | Edda Ciano (1910–1995)       | Edda Ciano (1910–1995)     | Edda Ciano (1910–1995)     | Edda Ciano (1910–1995)        | Edda Ciano (1910–1995)        |                                  |                                  | Bruno Mussolini (1918–1941)      | Bruno Mussolini (1918–1941)      | Bruno Mussolini (1918–1941)      | Bruno Mussolini (1918–1941)      | Bruno Mussolini (1918–1941)   | Bruno Mussolini (1918–1941)   |                               |                               | Vittorio Mussolini (1916–1997)       | Vittorio Mussolini (1916–1997)       | Vittorio Mussolini (1916–1997)       | Vittorio Mussolini (1916–1997)       | Vittorio Mussolini (1916–1997)       | Vittorio Mussolini (1916–1997)       |                              |                              | Anna Maria Mussolini (1929–1968) | Anna Maria Mussolini (1929–1968) | Anna Maria Mussolini (1929–1968) | Anna Maria Mussolini (1929–1968) | Anna Maria Mussolini (1929–1968) | Anna Maria Mussolini (1929–1968) |                   |                   | Romano Mussolini (1927–2006) | Romano Mussolini (1927–2006) | Romano Mussolini (1927–2006) | Romano Mussolini (1927–2006) | Romano Mussolini (1927–2006) | Romano Mussolini (1927–2006) |                      |                      | Anna Maria Scicolone | Anna Maria Scicolone | Anna Maria Scicolone         | Anna Maria Scicolone         | Anna Maria Scicolone         | Anna Maria Scicolone         |                              |                              | Sophia Loren (1934–) | Sophia Loren (1934–) | Sophia Loren (1934–) | Sophia Loren (1934–) | Sophia Loren (1934–) | Sophia Loren (1934–) |                     |                     | Carlo Ponti (1912–2007) | Carlo Ponti (1912–2007) | Carlo Ponti (1912–2007) | Carlo Ponti (1912–2007) | Carlo Ponti (1912–2007) | Carlo Ponti (1912–2007) |                        |                        | Benito Albino Dalser (1915–1942) | Benito Albino Dalser (1915–1942) | Benito Albino Dalser (1915–1942) | Benito Albino Dalser (1915–1942) | Benito Albino Dalser (1915–1942) | Benito Albino Dalser (1915–1942) |                           |                           |
| Galeazzo Ciano (1903–1944) | Galeazzo Ciano (1903–1944) | Galeazzo Ciano (1903–1944) | Galeazzo Ciano (1903–1944) | Galeazzo Ciano (1903–1944)   | Galeazzo Ciano (1903–1944)   |                              |                              | Edda Ciano (1910–1995)       | Edda Ciano (1910–1995)       | Edda Ciano (1910–1995)     | Edda Ciano (1910–1995)     | Edda Ciano (1910–1995)        | Edda Ciano (1910–1995)        |                                  |                                  | Bruno Mussolini (1918–1941)      | Bruno Mussolini (1918–1941)      | Bruno Mussolini (1918–1941)      | Bruno Mussolini (1918–1941)      | Bruno Mussolini (1918–1941)   | Bruno Mussolini (1918–1941)   |                               |                               | Vittorio Mussolini (1916–1997)       | Vittorio Mussolini (1916–1997)       | Vittorio Mussolini (1916–1997)       | Vittorio Mussolini (1916–1997)       | Vittorio Mussolini (1916–1997)       | Vittorio Mussolini (1916–1997)       |                              |                              | Anna Maria Mussolini (1929–1968) | Anna Maria Mussolini (1929–1968) | Anna Maria Mussolini (1929–1968) | Anna Maria Mussolini (1929–1968) | Anna Maria Mussolini (1929–1968) | Anna Maria Mussolini (1929–1968) |                   |                   | Romano Mussolini (1927–2006) | Romano Mussolini (1927–2006) | Romano Mussolini (1927–2006) | Romano Mussolini (1927–2006) | Romano Mussolini (1927–2006) | Romano Mussolini (1927–2006) |                      |                      | Anna Maria Scicolone | Anna Maria Scicolone | Anna Maria Scicolone         | Anna Maria Scicolone         | Anna Maria Scicolone         | Anna Maria Scicolone         |                              |                              | Sophia Loren (1934–) | Sophia Loren (1934–) | Sophia Loren (1934–) | Sophia Loren (1934–) | Sophia Loren (1934–) | Sophia Loren (1934–) |                     |                     | Carlo Ponti (1912–2007) | Carlo Ponti (1912–2007) | Carlo Ponti (1912–2007) | Carlo Ponti (1912–2007) | Carlo Ponti (1912–2007) | Carlo Ponti (1912–2007) |                        |                        | Benito Albino Dalser (1915–1942) | Benito Albino Dalser (1915–1942) | Benito Albino Dalser (1915–1942) | Benito Albino Dalser (1915–1942) | Benito Albino Dalser (1915–1942) | Benito Albino Dalser (1915–1942) |                           |                           |
|                            |                            |                            |                            |                              |                              |                              |                              |                              |                              |                            |                            |                               |                               |                                  |                                  |                                  |                                  |                                  |                                  |                               |                               |                               |                               |                                      |                                      |                                      |                                      |                                      |                                      |                              |                              |                                  |                                  |                                  |                                  |                                  |                                  |                   |                   |                              |                              |                              |                              |                              |                              |                      |                      |                      |                      |                              |                              |                              |                              |                              |                              |                      |                      |                      |                      |                      |                      |                     |                     |                         |                         |                         |                         |                         |                         |                        |                        |                                  |                                  |                                  |                                  |                                  |                                  |                           |                           |
|                            |                            |                            |                            |                              |                              |                              |                              |                              |                              |                            |                            |                               |                               |                                  |                                  |                                  |                                  |                                  |                                  |                               |                               |                               |                               |                                      |                                      |                                      |                                      |                                      |                                      |                              |                              |                                  |                                  |                                  |                                  |                                  |                                  |                   |                   |                              |                              |                              |                              |                              |                              |                      |                      |                      |                      |                              |                              |                              |                              |                              |                              |                      |                      |                      |                      |                      |                      |                     |                     |                         |                         |                         |                         |                         |                         |                        |                        |                                  |                                  |                                  |                                  |                                  |                                  |                           |                           |
| Fabrizio Ciano (1931–2008) | Fabrizio Ciano (1931–2008) | Fabrizio Ciano (1931–2008) | Fabrizio Ciano (1931–2008) | Fabrizio Ciano (1931–2008)   | Fabrizio Ciano (1931–2008)   |                              |                              | Raimonda Ciano (1933–1998)   | Raimonda Ciano (1933–1998)   | Raimonda Ciano (1933–1998) | Raimonda Ciano (1933–1998) | Raimonda Ciano (1933–1998)    | Raimonda Ciano (1933–1998)    |                                  |                                  | Marzio Ciano (1937–1974)         | Marzio Ciano (1937–1974)         | Marzio Ciano (1937–1974)         | Marzio Ciano (1937–1974)         | Marzio Ciano (1937–1974)      | Marzio Ciano (1937–1974)      |                               |                               | Caio Giulio Cesare Mussolini (1968–) | Caio Giulio Cesare Mussolini (1968–) | Caio Giulio Cesare Mussolini (1968–) | Caio Giulio Cesare Mussolini (1968–) | Caio Giulio Cesare Mussolini (1968–) | Caio Giulio Cesare Mussolini (1968–) |                              |                              |                                  |                                  | Rachela Mussolini                | Rachela Mussolini                | Rachela Mussolini                | Rachela Mussolini                | Rachela Mussolini | Rachela Mussolini |                              |                              | Elisabetta Mussolini         | Elisabetta Mussolini         | Elisabetta Mussolini         | Elisabetta Mussolini         | Elisabetta Mussolini | Elisabetta Mussolini |                      |                      | Alessandra Mussolini (1962–) | Alessandra Mussolini (1962–) | Alessandra Mussolini (1962–) | Alessandra Mussolini (1962–) | Alessandra Mussolini (1962–) | Alessandra Mussolini (1962–) |                      |                      | Carlo Ponti (1968–)  | Carlo Ponti (1968–)  | Carlo Ponti (1968–)  | Carlo Ponti (1968–)  | Carlo Ponti (1968–) | Carlo Ponti (1968–) |                         |                         | Edoardo Ponti (1973–)   | Edoardo Ponti (1973–)   | Edoardo Ponti (1973–)   | Edoardo Ponti (1973–)   | Edoardo Ponti (1973–)  | Edoardo Ponti (1973–)  |                                  |                                  | Sasha Alexander (1973–)          | Sasha Alexander (1973–)          | Sasha Alexander (1973–)          | Sasha Alexander (1973–)          | Sasha Alexander (1973–)   | Sasha Alexander (1973–)   |
| Fabrizio Ciano (1931–2008) | Fabrizio Ciano (1931–2008) | Fabrizio Ciano (1931–2008) | Fabrizio Ciano (1931–2008) | Fabrizio Ciano (1931–2008)   | Fabrizio Ciano (1931–2008)   |                              |                              | Raimonda Ciano (1933–1998)   | Raimonda Ciano (1933–1998)   | Raimonda Ciano (1933–1998) | Raimonda Ciano (1933–1998) | Raimonda Ciano (1933–1998)    | Raimonda Ciano (1933–1998)    |                                  |                                  | Marzio Ciano (1937–1974)         | Marzio Ciano (1937–1974)         | Marzio Ciano (1937–1974)         | Marzio Ciano (1937–1974)         | Marzio Ciano (1937–1974)      | Marzio Ciano (1937–1974)      |                               |                               | Caio Giulio Cesare Mussolini (1968–) | Caio Giulio Cesare Mussolini (1968–) | Caio Giulio Cesare Mussolini (1968–) | Caio Giulio Cesare Mussolini (1968–) | Caio Giulio Cesare Mussolini (1968–) | Caio Giulio Cesare Mussolini (1968–) |                              |                              |                                  |                                  | Rachela Mussolini                | Rachela Mussolini                | Rachela Mussolini                | Rachela Mussolini                | Rachela Mussolini | Rachela Mussolini |                              |                              | Elisabetta Mussolini         | Elisabetta Mussolini         | Elisabetta Mussolini         | Elisabetta Mussolini         | Elisabetta Mussolini | Elisabetta Mussolini |                      |                      | Alessandra Mussolini (1962–) | Alessandra Mussolini (1962–) | Alessandra Mussolini (1962–) | Alessandra Mussolini (1962–) | Alessandra Mussolini (1962–) | Alessandra Mussolini (1962–) |                      |                      | Carlo Ponti (1968–)  | Carlo Ponti (1968–)  | Carlo Ponti (1968–)  | Carlo Ponti (1968–)  | Carlo Ponti (1968–) | Carlo Ponti (1968–) |                         |                         | Edoardo Ponti (1973–)   | Edoardo Ponti (1973–)   | Edoardo Ponti (1973–)   | Edoardo Ponti (1973–)   | Edoardo Ponti (1973–)  | Edoardo Ponti (1973–)  |                                  |                                  | Sasha Alexander (1973–)          | Sasha Alexander (1973–)          | Sasha Alexander (1973–)          | Sasha Alexander (1973–)          | Sasha Alexander (1973–)   | Sasha Alexander (1973–)   |